# Ozyptila sanctuaria
Ozyptila sanctuaria là một loài nhện trong họ Thomisidae.
Loài này thuộc chi Ozyptila. Ozyptila sanctuaria được Octavius Pickard-Cambridge miêu tả năm 1871.